# Katepsin
Katepsini (grč. kata = dole + hepsein = vri; skr. CTS) su proteazni (enzimi koji razgrađuju proteine), nađeni kod svih životinja, kao i ostalih organizama. 
Postoji oko desetak članova ove porodice, koji se izdvajaju po svojoj strukturi, katalitičkom mehanizmu i proteinskim suptratima. Većina članova koji postaju aktivni na niskom pH nađena je u lizosomima. Aktivnost enzima ove porodice se odvija gotovo u potpunosti unutar tih organela. Postoje, međutim, izuzeci kao što je katepsin K, koji deluje vanćelijski, nakon lučenja osteoklasta u resorpciji kosti.
Katepsin S ima ključnu ulogu u ćelijskom prometu sisara, npr. u resorpciji kostiju. Oni degradiraju polipeptide i odlikuju se specifičnošću za odgovarajuće supstrate.

## Klasifikacija
- Katepsin A (Serinska proteaza)
- Katepsin B (cisteinska proteaza)
- Katepsin C (cisteinska proteaza)
- Katepsin D (aspartilna proteaza)
- Katepsin E (aspartilna proteaza)
- Katepsin F (cisteinska proteaza)
- Katepsin G (serinska proteaza)
- Katepsin H (cisteinska proteaza)
- Katepsin K (cisteinska proteaza)
- Katepsin L (cisteinska proteaza)
- Katepsin L1 (cistein proteaza)
- Katepsin L2 (ili V) (cisteinska proteaza)
- Katepsin O (cisteinska proteaza)
- Katepsin S (cisteinska proteaza)
- Katepsin W (cisteinska proteaza)
- Katepsin Z (ili X) (cisteinska proteaza)

## Klinički značaj
Katepsini uzimaju učešća u više bolesnih stanja i poremećaja, kao što su:
- Kancer[8]
- Moždani udar[9]
- Alzheimerova bolest[10]
- Artritis[11]
- Ebola, katepsin B i prenisko prisustvo katepsina L su neophodni za ulaz virusa u ćelije domaćina.[12]

- Hronična opstruktivna bolest pluća;
- Hronični periodontitis;
- Pankreatitis;
- Nekoliko očnih poremećaja: keratokonus, ablacija mrežnjače, senilna makularna degeneracija i glaukom.[13]

## Spoljašnje veze
- The MEROPS online database for peptidases and their inhibitors: „A01.010”. Архивирано из оригинала 23. 12. 2012. г. Приступљено 19. 11. 2016.
- Cathepsins на 